# フロリダ州の歴史

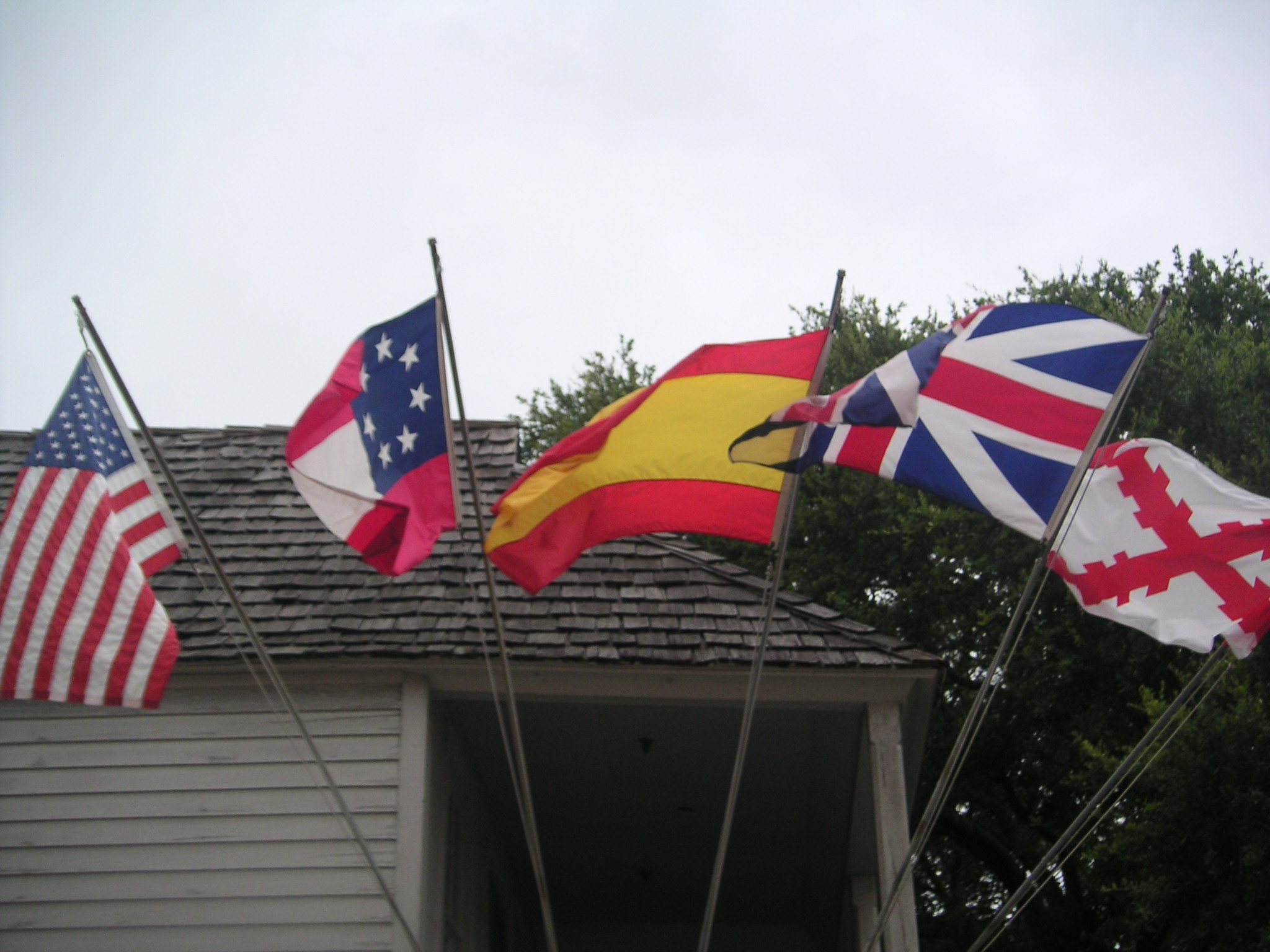
フロリダを統治した5つの旗。（現在のフロリダ州旗は含まれていない）

フロリダ州の歴史（フロリダしゅうのれきし、英:History of Florida）では、約14,000年前にインディアンが、現在のアメリカ合衆国フロリダ半島に住み始めてからの歴史を概説する。
1513年、インディアンの後にスペイン人の探検家フアン・ポンセ・デ・レオンがこの地域に白人では初めて到着し探検した。

## フロリダの前史
アジアから北アメリカに渡って来たパレオ・インディアン期の人々は、少なくとも14,000年前に、今日のフロリダ州となる地域に入ってきた。ウィスコンシン氷期の間に大量の水分が氷河に閉じ込められたために、海面は現在のレベルよりも100メートル下がっていた。その結果、フロリダ半島の大きさは現在の2倍ほどはあった。また、現在よりも乾燥し冷涼な気候であった。流れる川あるいは湿地帯もほとんど無かった。フロリダの大半の地域では、陥没穴や石灰岩の集水域でしか淡水が得られなかった。その結果、大半のパレオ・インディアン期の人々は現在の河床にあった水たまりや陥没穴、集水域（例えば、オーシラ川のペイジ・ラドソン遺跡）の回りで活動し、クローヴィス尖頭器を含みパレオ・インディアン期の遺物が豊富に出土している。
紀元前8,000年頃に氷河が後退し始め、フロリダの気候は暖かく湿度が高くなり、海面が上がった。パレオ・インディアンの文化は古期前期の文化に発展し、移り変わった。フロリダの人口が増え、もはや乾燥地の少ない水溜まりに囚われる必要がなかったので、より多くの遺跡に遺物が残されるようになった。古期前期の文化は紀元前5,000年頃に古期中期の文化に発展した。人々は湿地帯近くの集落に生活し始め、何世代にもわたって住むことのできる場所を好んだ。古期後期は紀元前3,000年ころに始まり、フロリダの気候は現在と同様になり、海面も現在のレベルに近付いた。人々は通例、淡水や海水の湿地帯に住んだ。この時代には大きな貝塚が築かれた。多くの人々がホーアズ・アイランドのような目的を持って造られた盛り土のある大きな集落に住んだ。紀元前2,000年までにフロリダでも土器が現れた。紀元前500年頃までに、フロリダではかなりの程度均質であった古期の文化が地域ごとの文化に分かれ始めた。
フロリダ東部と南部の古期以後の時代は比較的孤立して発展しており、ヨーロッパ人が最初に接触した頃にこの地域に住んでいた人々は、古期にこの地域に住んでいた人々の直系の子孫であった可能性がある。フロリダ・パンハンドル（鍋の取っ手）地域、北部およびフロリダ半島のメキシコ湾岸中部はミシシッピ文化の影響を強く受けているが、文化史の中で連続性があり、これらの文化で生活した人々は古期の人々の子孫でもあることを示唆している。パンハンドルや半島北部でトウモロコシの栽培が始まったが、南部のティムクア語を話す人々の部族ではまだ始まらないか非常に限られたものであった（すなわち、およそ現在のデイトナビーチからタンパベイの1点あるいはその北を結ぶ線より南）。

## インディアン部族
ヨーロッパ人による最初の接触があったときに、フロリダには数多くの部族に属するおよそ35万人のインディアンが住んでいたと考えられている。スペイン人は遭遇した100近い集団の名前を記録しており、5万人ほどの人口を持つアパラチー族のように組織化された政体を持つものから、政治的な所属も明らかでない集落まで様々であった。ティムクア語の方言を話す人は15万人いたと推計されているが、ティムクア語族は集落の集合として組織化されているに過ぎず、共通の文化を持っているわけではなかった。最初の接触当時にフロリダにいた部族は、アイス族、カルーサ族、ジェアガ族、マヤイミ族、テケスタ族、トコバガ族などがある。これら部族の全てがスペインによるフロリダ統治時代にその人口を減らした。18世紀の初め、フロリダより北の地域の部族はカロライナ植民地の白人開拓者によって物資の補給を受け、後押しされ、時には白人と共に現れて、フロリダ中を荒らし回り、集落を焼き、住人の多くを殺害し、また捕虜をチャールズタウンに連れ帰って奴隷として売り払った。フロリダにあった集落の大半が打ち棄てられ、生存者はセントオーガスティンや地域内の孤立した地点に避難所を求めた。アパラチー族の中には結局ルイジアナに行き、少なくともあと1世紀特徴ある集団として生き残った者もいた。これら部族の数少ない生き残りは、1763年にスペインがフロリダをイギリスに渡した時に、キューバに逃れた。元々他の集団を吸収したムスコギー連合（クリーク族）の分派であったセミノール族は、18世紀にフロリダでも傑出した部族として発展し、現在ではオクラホマ州のセミノール・ネーション、フロリダのセミノール族、およびフロリダ・インディアンのミカズキ族となっている。
現在、アメリカ連邦政府が公式認定し、保留地（Reservation）を領有している部族 はセミノール族とミカズキ族のみ。両者は観光事業に特化し、セミノール族が1979年に全米初の「インディアン・カジノ」を開設して大成功をおさめている。セミノール族は2006年にはハードロックカフェを買収、観光ビジネスを拡大している。ミカズキ族もカジノのほかゴルフ場観光などに力を入れ、大リーグ中継でもその看板を目にすることが出来る。カジノ運営は保留地を持つ部族だけの特権であり、アメリカ連邦政府から「絶滅部族」認定された部族は保留地を持てない。このため、フロリダだけでなく、全米のインディアン部族がビジネスチャンスを得ようと部族の再認定をフロリダ州政府とアメリカ連邦政府に要求し続けている。
他州では、アメリカ連邦の認定の前に、州政府がこれを認定する例が見られるようになった。しかし、1988年に開かれたBIA（国務省インディアン管理局）のフロリダ州知事会議では、セミノール族とミカズキ族、ムスコギー（クリーク族）連合以外の部族をインディアンとして認定しない旨の申し合わせが行われている。
≪アメリカ連邦政府が公式認定している部族≫
- 「フロリダ・セミノール族」
- 「ミカズキ族」

≪アメリカ連邦政府が公式認定していない部族・団体≫
- 「クリーク族」
  - 「アパラチコーラ・バンド」
  - 「ローワー・ムスコギー族」
  - 「東部クリーク族フロリダ・バンド」
  - 「クリーク・ユチ・バンド」
- 「トパチュラ族」
- 「セミノール族」
  - 「伝統派セミノール族」
  - 「ヤマシー・セミノール族・オクレワハ・バンド」
- 「チェロキー族」
  - 「フロリダ・チェロキー族・タスコーラ連合」
  - 「チカマウガ・チェロキー族」
  - 「ウルフ・クリーク･チェロキー族」
  - 「ホワイトリバー･バンド」
  - 「クリーク･バンド」
  - 「エコタ・チェロキー族」
- 「チカマウガ・クリーク&チェロキー」
- 「赤い国の相互部族」

## スペインの統治
民間の伝説に拠れば、あまり真実らしくないもののフアン・ポンセ・デ・レオンは若返りの泉を探しているときにフロリダを発見したという。1513年3月27日にポンセ・デ・レオンが初めて半島を見たときにそれを島と取り違えたと言われることが多いが、おそらくはバハマ諸島の島をみたものと思われる。4月2日に新発見の土地の東海岸に上陸した。ポンセ・デ・レオンはこの土地を"La Pascua Florida"（花のイースター）と名付けた。これはおそらく、その一帯に多くの植物相が溢れていたこと、あるいはスペインの復活祭パスカ・フロリダの時に到着したという事実に拠っていた。しかし、ポンセ・デ・レオンがフロリダに到着した最初のヨーロッパ人ではなかった可能性がある。というのも彼は少なくとも一人のスペイン語を話せるインディアンに会ったと言っているからである。ポンセ・デ・レオンは1521年に植民地を始めるために道具と開拓者を連れて再度フロリダを訪れたが、インディアンによる繰り返し攻撃によって追い出された。フロリダ内陸に足を踏み入れた記録は征服者の生き残りによるものだった。パンフィロ・デ・ナルバエスの探検隊が1528年にフロリダの西海岸を探検したが、海上をメキシコに逃れようとして遭難した。この遠征隊の士官の一人アルバル・ヌニェス・カベサ・デ・バカが生き残り、フロリダとメキシコの間を9年間掛けて辿り着き、スペインに戻ってその観察記録を出版した。そのことが1539年のエルナンド・デ・ソトによるフロリダ侵略に繋がった。この遠征の隊員がフロリダのインディアンと生活様式や挙動の詳細について出版した。1559年、トリスタン・デ・ルナ・イ・アレラーノはペンサコーラに短期間開拓地を建設したが、1561年には放棄された。

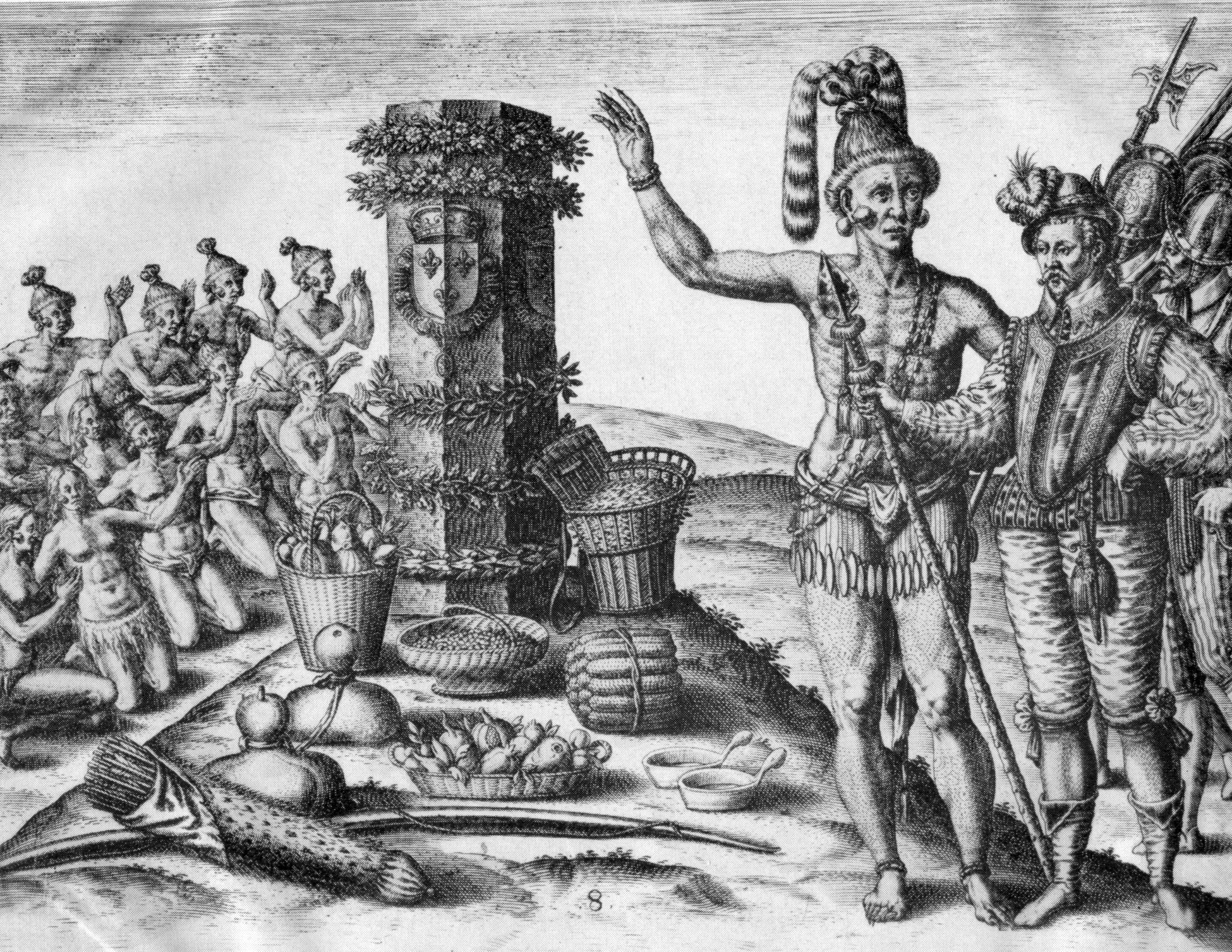
1562年にフランス人が立てた柱の周りに作った祭壇に寄るティムクア・インディアン

フランスもこの地域に興味を持ち始めたことで、スペインの植民地化計画を加速させることになった。1562年にジャン・リボーがフロリダに遠征隊を率いて現れ、1564年、その仲間ルネ・グーレーヌ・ド・ロードニエールが、現在のジャクソンビルにカロリーヌ砦を造ってユグノーのための天国にした。1565年、サン・アグスタン（現在のセントオーガスティン）がペドロ・メネンデス・デ・アヴィレスによって築かれ、アメリカの植民地の中でも最古の恒久的ヨーロッパ人開拓地となった。アメリカ合衆国の現領土の中ではプエルトリコのサンフアンに続いて2番目ということである。
これを活動の拠点として、スペインはカトリック教会伝道所の建設を始めた。

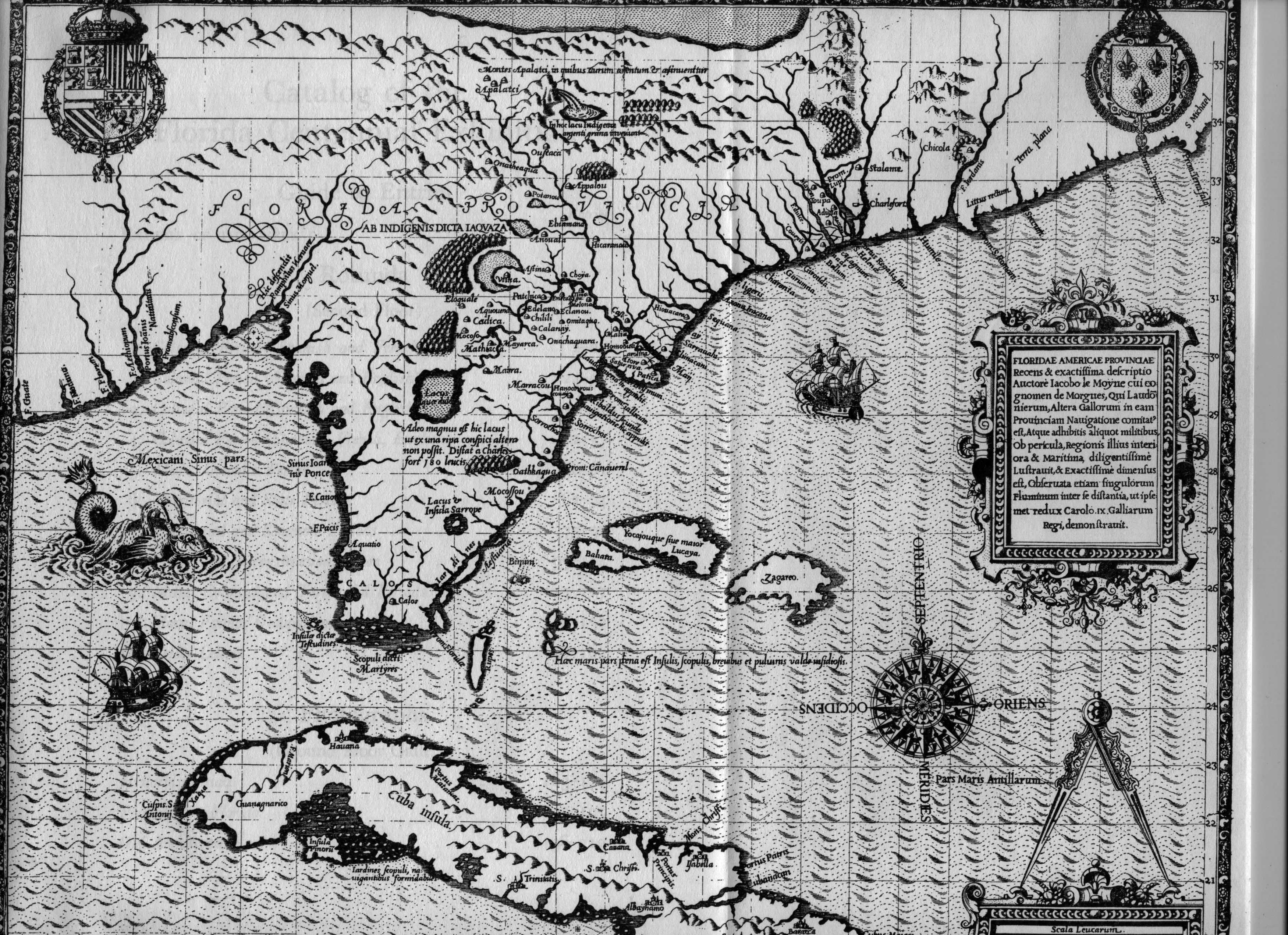
1591年のフロリダ地図

1565年9月20日、メネンデス・デ・アヴィレスはカロリーヌ砦を攻撃し、カトリック教徒を除いてフランス守備兵を全て殺し、砦をサン・マテオと改名した。2年後にドミニク・ド・グールグがスペインから開拓地を奪取し、スペイン守備兵を皆殺しにした。カロリーヌ砦の最初の破壊以後は、セントオーガスティンがフロリダで最も重要な開拓地となった。そこは長い間砦以上のものではなく、しばしば攻撃されて焼かれ、住民の大半は殺されるか逃亡した。1586年にイギリス船の船長で時には海賊であったフランシス・ドレーク卿がこの町を略奪し焼いた時は、特に荒廃した。ローマ・カトリックの宣教師団はセントオーガスティンを活動拠点として使い、現在のアメリカ合衆国南東部中に伝道所を造った。この宣教師団は1655年までに26,000人のインディアンを改宗させたが、1656年争乱と1659年の疫病流行が壊滅的なものとなった。小さな拠点やセントオーガスティンですら、海賊の攻撃は容赦しないものがあった。
17世紀を通じて、バージニアやカロライナ植民地のイギリス人開拓者がスペインとの境界を徐々に南に押し下げる一方で、ミシシッピ川沿いのフランス人開拓者はスペインが領有権主張する土地の西部に侵入してきていた。1702年、イギリスのジェイムズ・ムーア大佐と同盟するヤマシー族およびクリーク族がセントオーガスティンの町を攻撃し破壊したが、砦の支配はできなかった。1704年、ムーアとその部隊は北部フロリダの伝道所を焼き、スペインに友好的なインディアンを処刑し始めた。スペインの伝道制度が崩壊し、スペインと同盟していたアパラチー族インディアンが敗北（アパラチー族の虐殺）したことで、フロリダは奴隷狩りの対象となって、それはフロリダキーズまで拡がり、インディアン人口を激減させた。1715年から1717年のヤマシー戦争は大量のインディアン逃亡者を生み、ヤマシー族は南のフロリダに逃れてきた。1719年、フランスはペンサコーラにあったスペイン開拓地を占領した。
イギリスとその植民地は繰り返しスペインと戦争を行い、特に1702年と1740年にはセントオーガスティンを占領した。イギリスはスペインの役人がフロリダに逃げ込む奴隷に対して寛容であり奨励してもいたことに怒った。侵入してきたセミノール族は土地のインディアンの大半を殺した。イギリスがフロリダを占領した1763年には約3,000人のスペイン人がいたが、ほとんど全員が直ぐに退去した。1783年にスペインの支配に復帰したが、スペインは開拓者や宣教師を送らなかった。アメリカ合衆国がここを1819年に支配下に置いた。

## イギリスの統治

1767年に拡張された西フロリダ領土

1763年、スペインは七年戦争の間にイギリスに占領されていたキューバのハバナとの交換で、イギリスにフロリダを渡した（当時、南は現在のゲインズビル周辺地域までの広がりだった）。スペイン人のほぼ全ての人々は残っていたインディアンの大半と共にこの地を離れた。イギリスは領土を東フロリダと西フロリダに分割し、無償の土地を提供し輸出志向事業を後援することで、この地域に開拓者を引き付けるための積極的勧誘策を始めた。
東フロリダは植民地時代に白人開拓者をひたすら輸入した最大の場所であり。1768年7月にはスコットランドのアンドリュー・ターンブル医師と年季奉公契約を結んだ約1,400名が到着した。これらの人々はニュースミルナに入植し、アイ、ブドウ、絹などイギリス帝国で必要とされる様々な農産物を栽培し始めた。しかし、これらの農産物は砂の多いフロリダの土壌には合っておらず、他の地域で生産されるものと同等な品質を得られることが少なかった。開拓者達は結果的に奉公に倦むようになり、黒人奴隷を使って規則に従わない開拓者を鞭打たせることもあったターンブルの性格に妥協しなくなっていった。開拓地は崩壊し、生存者はセントオーガスティンに逃れた。その係累にある者が今日でも生き残っており、ニュースミルナの名前を使っている。
1767年、イギリスは西フロリダの北境界をヤズー川河口から東にチャタフーチー川まで伸ばす線（北緯32度28分）にまで拡げた。この地域は現在ではミシシッピ州とアラバマ州の南部3分の1に相当している。この時期にクリーク族インディアンがフロリダに移住し、セミノール族を形成することになった。
アメリカ独立戦争の間、フランス（イギリスに宣戦布告していた）と当時同盟関係にあったスペインはペンサコーラの戦いなどで西フロリダの大半を占領した。1784年のパリ条約で独立戦争を終わらせ、フロリダ全土はスペイン支配に戻ったが、その境界線を規定していなかった。スペインは拡張された後の境界を欲し、アメリカ合衆国は北緯31度線上にあった古い境界を要求した。1795年のサンロレンゾ条約で、スペインは北緯31度線を境界と認めた。

## 第2のスペイン統治

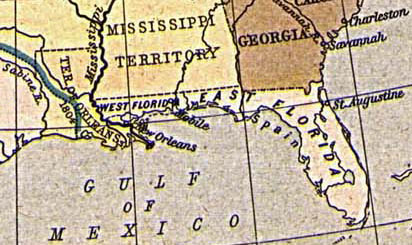
1810年の東フロリダと西フロリダ

スペイン帝国の2度目のフロリダ支配時はスペイン人が少数しかいなかった。スペインは開拓者を引き付けるために無償土地という極めて魅力的な案を提案し、外国人特にアメリカ合衆国からの者が大挙して入ってきた。この領土は逃亡奴隷にとって天国となり、インディアンにとってはアメリカを攻撃する基地となったので、アメリカはスペインに改善を要求した。スペインの開拓者はほとんどおらず、数少ない兵士がいるだけだった。そのような状態で、アメリカの開拓者はこの地域に足がかりを築き、スペイン人の役人を無視した。残っていたイギリス人開拓者もスペインの統治を不快に思い、1810年には反乱を起こして、9月23日、正確に90日間のいわゆる西フロリダ自由と独立の共和国を設立した。6月に始まった会合の後で、反乱軍はバトンルージュ（現在はルイジアナ州）のスペイン守備隊を打ち負かし、新しい共和国の旗、青地に単一白星を翻させた。この旗は後にボニー・ブルー・フラッグとして知られることになった。
この時代を通じてスペインはフロリダに入ってくる誰でもに土地の特許を与えた。その結果、多くのアメリカ人が植民地に入ってきた。フロリダがアメリカの領土になると、これらの特許について、アメリカは有効であると分かれば尊重することに合意したが、開拓者達はその領有権の有効性を証明しようとしたために何年にも及ぶ訴訟が続いた。

## 第一次セミノール戦争
1810年10月27日、アメリカ合衆国大統領ジェームズ・マディソンが、この地域はルイジアナ買収の一部であると宣言することで、西フロリダの一部はアメリカに併合された。当初、買収交渉者ファルワー・スキップウィズと西フロリダ政府はこの宣言に反対し、アメリカ合衆国に加わる条件を交渉しようとした。しかし、この領地の占領に派遣されたウィリアム・クレイボーンは西フロリダ政府の正当性を認めようとしなかった。スキップウィズは「一つ星国旗の防衛のために死ぬ」用意があると宣言した。しかし、スキップウィズと議会が最終的には折れて出て、マディソンの宣言を認めることに合意した。12月6日にはセントフランシスビル、12月10日にはバトンルージュが占領された。これらの地域は新しく創られたオーリンズ準州に組み入れられた。アメリカ合衆国は1812年に西フロリダのモービル地区をミシシッピ準州に付加した。スペインはこの地域に関する領有権主張を続けたが、アメリカは次第に占領する地域を拡げていった。
開拓者達がインディアンの町を攻撃した後で、東フロリダを拠点とするセミノール族はジョージア州への襲撃を始めたが、これはスペインの命令によるものであったと言われている。アメリカ陸軍はスペイン領土内への侵略を繰り返すようになった。後のアメリカ大統領アンドリュー・ジャクソンは、インディアンの大量虐殺方針を採り、1817年から1818年にかけて行われたセミノール・インディアンに対する作戦行動は第一次セミノール戦争と呼ばれた。この戦争の後、アメリカは実質的に東フロリダを支配した。
1819年2月22日、アメリカとスペインの間でアダムズ＝オニス条約が締結され、1821年7月10日に効力を発揮した。この条約の条件に拠れば、アメリカはフロリダを獲得し、その代償にテキサスに対する領有権主張を取り下げるというものであった。アンドリュー・ジャクソンは1821年7月17日、ペンサコーラで正式にスペイン当局からフロリダの支配を引き継いだ。

## アメリカ合衆国の統治

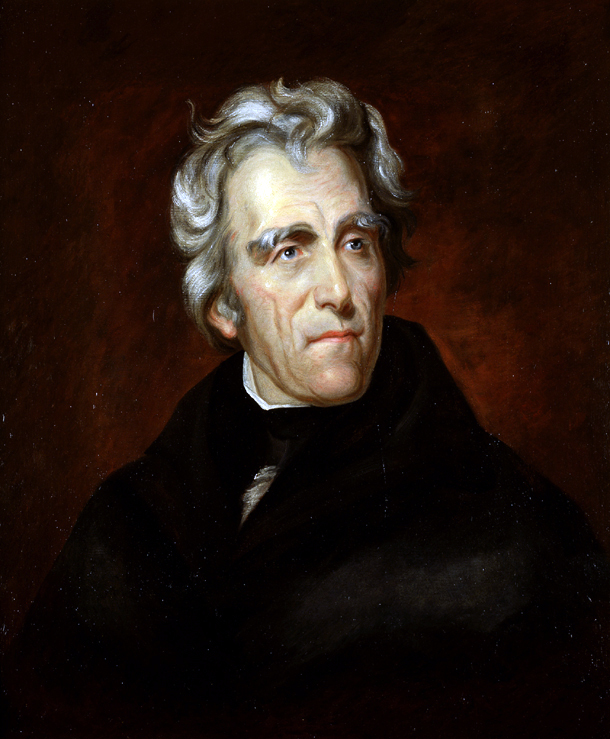
フロリダの初代軍政府長官アンドリュー・ジャクソン

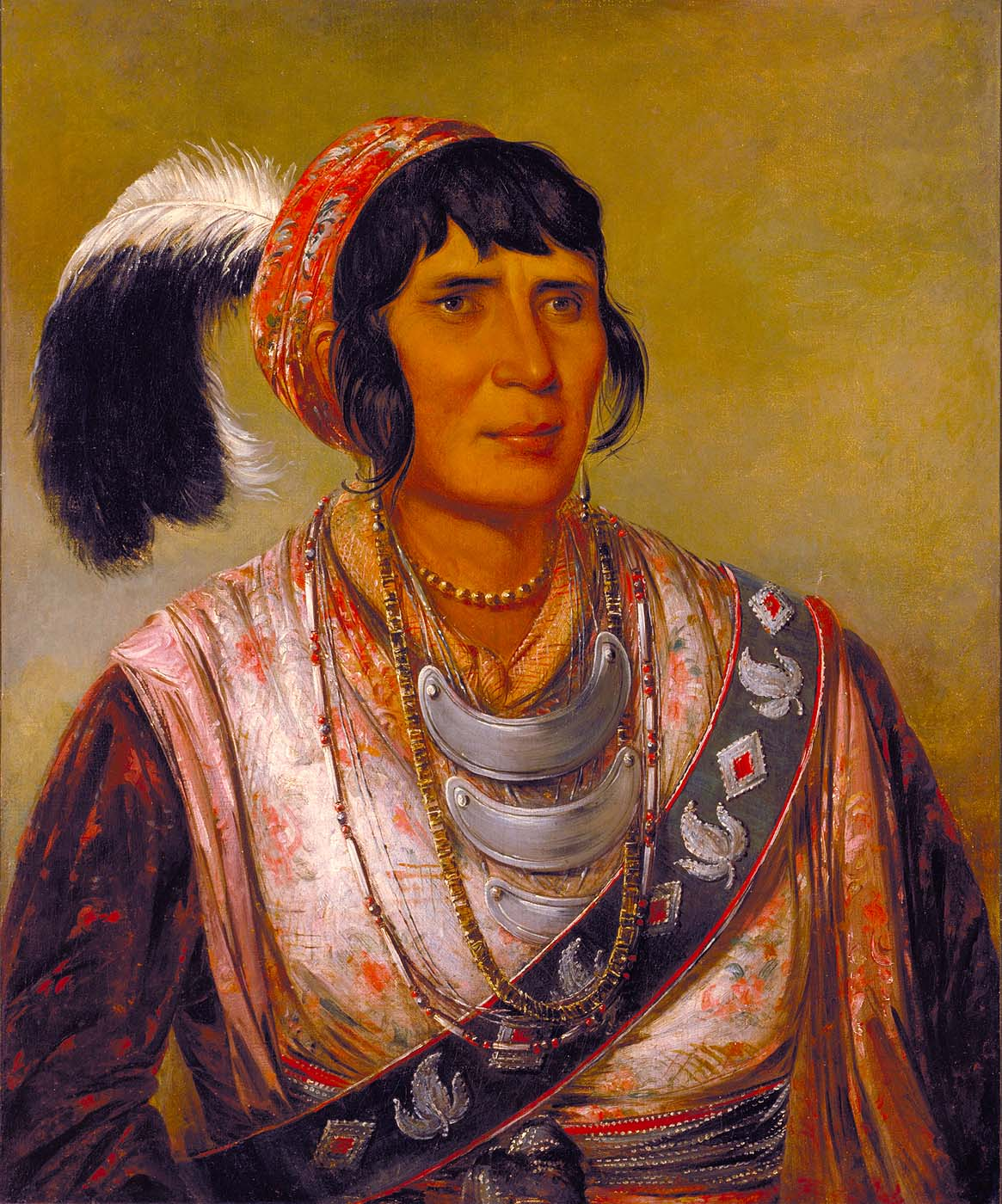
セミノール族指導者オセオーラ

フロリダは1822年3月30日にアメリカ合衆国の準州になった。アメリカは東フロリダと西フロリダを合併させ（西フロリダの過半はオーリンズ準州とミシシッピ準州に併合された）、新しい州都としてタラハシーを造ったが、これは東フロリダの首都セントオーガスティンと西フロリダの首都ペンサコーラの中間にあって便利な場所であった。フロリダで最初に造られた2郡、エスカンビア郡とセントジョンズ郡の境界は西フロリダと東フロリダの境界にほぼ一致している。
開拓者達が増えてくるに連れて、アメリカ合衆国政府にはフロリダにおけるインディアンの領地からインディアンを排除する圧力が高まった。フロリダの多くの開拓者達は深南部の他の地域と同様にプランテーション農業を発展させた。新しい土地所有者を驚かせたことに、セミノール族は黒人の逃亡奴隷を受け入れて同盟を組んでおり、新しい白人入植の流入と共に白人とインディアンとの衝突がさらに激しくなった。1832年、アメリカ合衆国政府はセミノール族の数人の酋長とペインズ・ランディング条約を締結し、自発的にフロリダを離れることに同意するならばミシシッピ川の西に土地を約束するとした。白人開拓者達は、必要ならば武力で全てのインディアンを排除するよう政府に圧力を掛け、1835年、アメリカ陸軍が条約の履行を迫るために到着した。

## 第二次セミノール戦争
こうして第二次セミノール戦争が1835年暮れのデイド虐殺で始まった。この時、セミノール族がブルック砦（タンパ）からキング砦（オカラ）の補強のために行軍していたアメリカ陸軍部隊を待ち伏せした。セミノール族はアメリカ陸軍108名のうち一人を除いて殺すか瀕死の重傷を負わせた。900名から1,500名のセミノール族インディアン戦士が7年の間、アメリカ陸軍に対して沼沢地を舞台にゲリラ戦術を効果的に使った。カリスマ的若き戦闘指導者オセオーラが、1837年の休戦交渉に応じて逮捕され、1年も経たないうちに監獄内で死んだ後、この戦争とセミノール族を象徴するようになった。戦争は1842年まで引き摺った。アメリカ合衆国政府はこの戦争でアメリカ史上初の焦土作戦を採り、2千万ドルから4千万ドルを使ったと推計していて、当時としては天文学的数字である。セミノール族のほとんど全ての者がミシシッピ川の西にあるクリーク族の土地に強制的に追放された。約300名の者がエバーグレーズに留まることを許された。
1845年3月3日、フロリダはアメリカ合衆国第27番目の州に昇格した。初代知事は、1649年にバージニアのローワー・ノーフォーク郡に入植したウィリアム・モーズリーとスザンナ・モーズリー夫妻の子孫、ウィリアム・ダン・モーズリーであった。モーズリー家の子孫は南東部海岸を次第に下ってきていた。
州人口のおよそ半分は綿花や砂糖の大規模プランテーションで働く奴隷化された黒人であった。奴隷の所有者と同様に多くの奴隷はジョージアやカロライナの海岸地域からやってきており、低地帯のガラ・ギーチー文化の一部であった。他にも深南部で奴隷にする貿易業者に売られたアッパーサウスの黒人奴隷がいた。フロリダではあらゆる人々が新しいクレオール文化を創造した。

## 第三次セミノール戦争
1850年代、白人開拓者は再びセミノール族が使っていた土地を浸食し始めた。アメリカ合衆国政府は残っているセミノール族を西部のインディアン準州（現オクラホマ州）に強制移住させることを決定。増強された兵士によるパトロールで敵対意識を強め、第三次セミノール戦争が1855年から1858年まで続いた。その戦争の終結時、アメリカ軍はわずか100名のセミノール族がフロリダに残っていると推計した。1859年、75名のセミノール族が降伏してインディアン準州に強制移住させられたが、なおも彼らの一部はエバーグレーズに住み続けた。
南北戦争の開戦前夜、フロリダ州は南部州の中で一番人口が少なかった。プランテーション農業に投資が行われていた。1860年時点で人口は140,424人に過ぎず、そのうち44％が奴隷だった。南北戦争前、1,000人足らずが自由有色人種であった。
セミノール・インディアンたちは、沼沢地に逃げ込んだ黒人の逃亡奴隷を受け入れたが、これは彼らと黒人の混血を生み、ブラック・セミノールと呼ばれる民族となった。現在、「セミノール戦争」は「インディアンのベトナム戦争」と呼ばれている。

## 南北戦争、レコンストラクションおよびジム・クロウ法

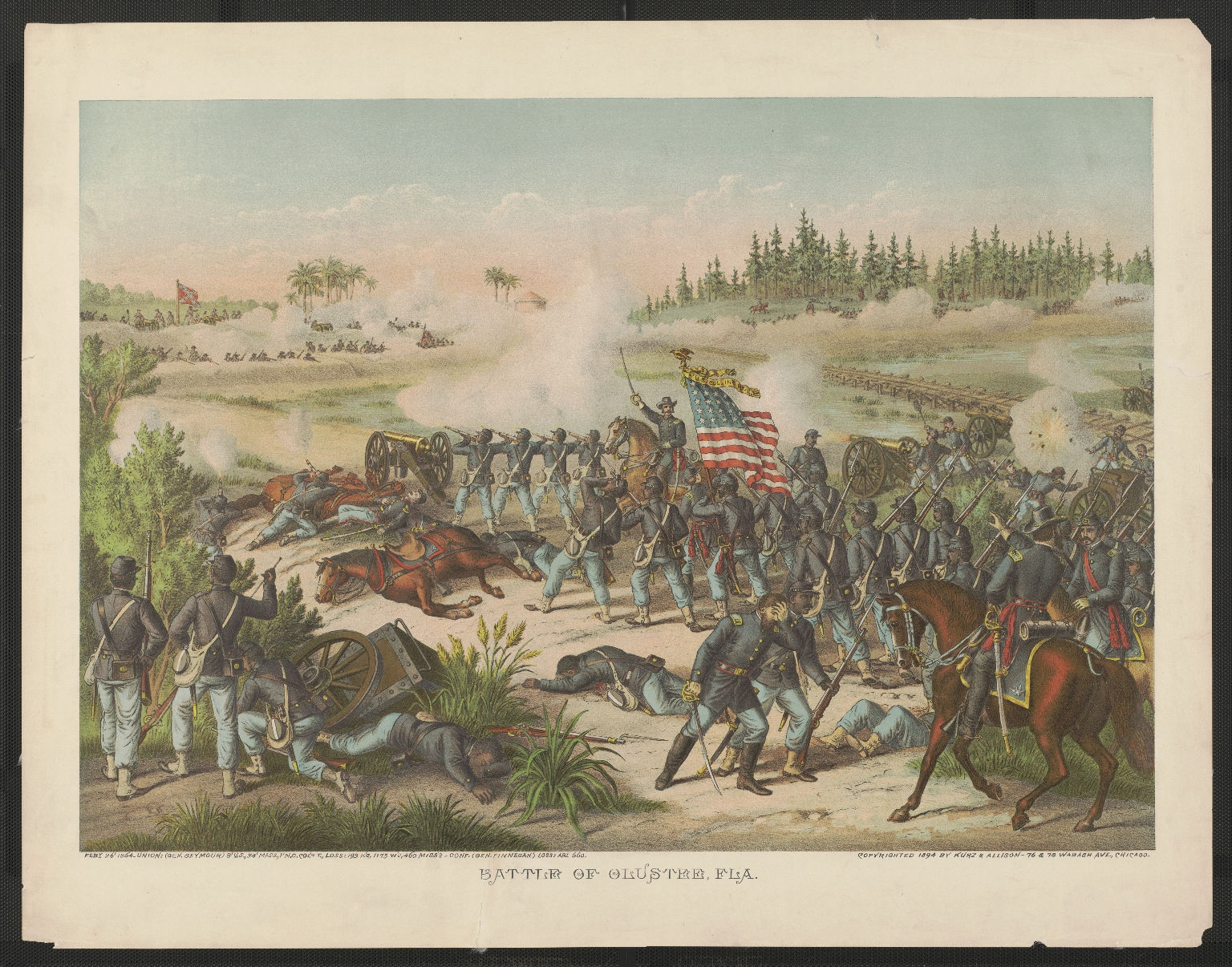
オラスティーの戦い。フロリダ州内で戦われたただ一つの主要戦闘

1860年にエイブラハム・リンカーンが大統領に選ばれたことに続いて、フロリダ州は他の南部州と共にアメリカ合衆国から脱退した。脱退は1861年1月10日のことであり、1月足らずの間、独立した共和国であった。フロリダ州はアメリカ連合国を構成する一州になった。フロリダ州は南軍にとって重要な補給線であったので、北軍は州全体の海上封鎖に動いた。北軍はシーダーキー、ジャクソンビル、キー・ウェストおよびペンサコーラのような主要港を占領した。フロリダ州内では、ナチュラルブリッジの戦い、マリアナの戦い、およびゲインズビルの戦いなど多くの小競り合いが起こったが、大きな戦闘はレイクシティ近くであったオラスティーの戦いただ一つであった。
終戦後、アメリカ合衆国憲法修正条項の批准を含め、レコンストラクションの要求事項を満たした後で、フロリダ州は1868年7月25日にアメリカ合衆国への再加盟を認められた。しかしこのことでも州内の党派的政治権力抗争を終わらせなかった。
レコンストラクション後、白人特権階級の民主党員が権力の奪還を試み、これが1877年に成就するまで続いた。このことは、解放奴隷や彼らに与する者を標的にして白人の準軍隊集団が暴力を使い選挙権を制限することで一部成された。1885年から1889年、州議会は人民党との連携で白人民主党権力に脅威を与えていた黒人や貧乏白人の選挙権を減らす条項を含む法律を成立させた。黒人や貧乏白人が選挙権を剥奪されると、他の南部州もそうであったように白人民主党の一党独裁権力を築き上げた。
1900年時点で州内人口の44％は黒人であり、これは南北戦争前と同じ比率であったが、かれらは基本的に権利を剥奪されていた。選挙権が無いということは、陪審員を務めることができず、地方、州あるいは連邦の役職に選出されることもないことを意味していた。法の執行や公務員の役職に採用されることはなかった。白人民主党はジム・クロウ法を通し、公共の施設や輸送機関で人種差別を法制化した。60年以上にわたって、白人民主党が全人口に比例して割り振られているはずの議会の全議席を実質的に支配した。

## 人の移動と観光産業

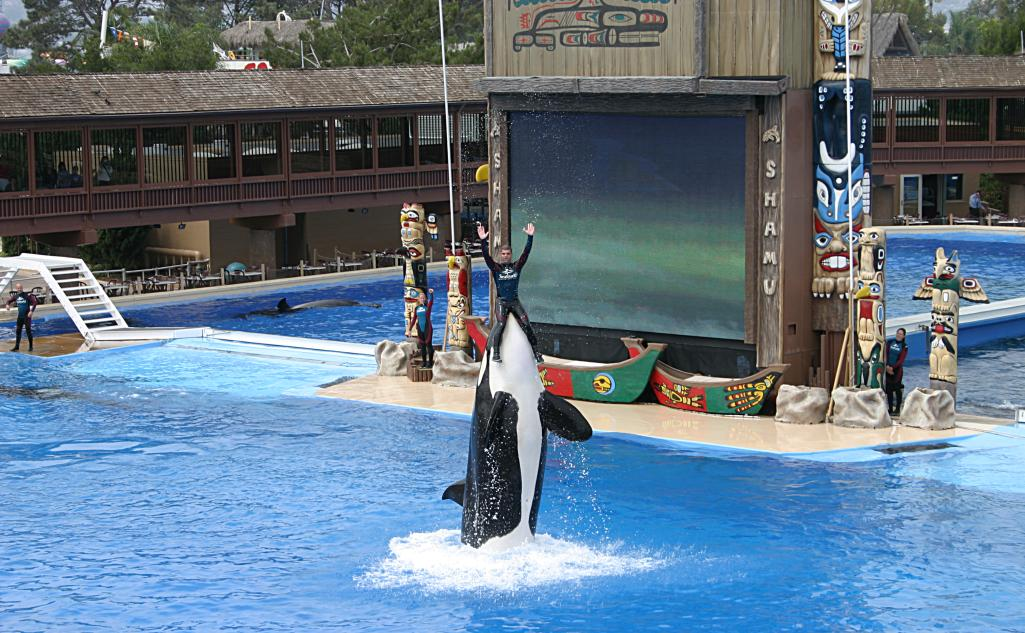
シーワールドで人気のあるオルカのアトラクション

19世紀の終盤、フロリダ州は鉄道が州内に延伸するにつれて人気のある観光目的地になっていった。鉄道の大立て者ヘンリー・プラントはタンパに豪勢なホテルを建設し、これが後にタンパ大学のキャンパスになった。ヘンリー・フラグラーはジャクソンビルからキーウェストに至るフロリダ東海岸鉄道を建設し、沿線のセントオーガスティン、オーモンドビーチやウェストパームビーチなどの都市に多くの豪華なホテルを建設した。
1888年2月、フロリダ州は特別の観光客を迎えた。グロバー・クリーブランド大統領とそのファーストレディおよびその一派が数日間フロリダ州を訪れた。大統領はジャクソンビルで開催されていた亜熱帯展覧会を訪れ、州内観光業を支持する演説を行った。続いて鉄道でセントオーガスティンに向かいヘンリー・フラグラーと会った。さらに鉄道でタイタスビルに行き、蒸気船に乗ってロックレッジを訪れた。復路ではサンフォードとウィンターパークを訪問した。
第一次世界大戦後、南部諸州や北部の都市と同様に、フロリダ州内でも黒人に対する白人主導の私刑など人種差別に基づく暴力が起こった。これは急速な社会と経済の変化による歪みが一部原因となり、また職を求める競合もあった。白人は支配を保つために私刑に訴え続け、緊張感が高まった。1920年11月のオコーイーという小さな集落、1922年12月のペリー、および1923年1月のローズウッドでは、白人暴徒が殺人を犯し、続いて黒人の家屋、教会および学校の大規模な破壊となった。州知事は特別の起訴陪審と特別の検察官を指名してローズウッドとリーバイ郡の事件を捜査させたが、陪審は告発するに足る証拠を見付けられなかった。ローズウッドに住民が戻ることは無かった。1910年から1940年に掛けての大移住期に4万人の黒人が人種差別、私刑および権利剥奪から逃れるために、フロリダ州から北部の都市に移住した。彼らは、仕事、子供達のためのより良い教育、選挙に参加できる機会などより良い暮らしを求めた。
1920年代は国のほぼ全体で繁栄の時であった。フロリダ州の新しい鉄道は大規模な地域の開発を促進し、1920年代のフロリダ土地ブームを演出した。あらゆる種類の投資家、その大半はフロリダ州外からであったが、マイアミやパームビーチなど新たに開発され、急速に人気の出た土地を争って売買した。フロリダの土地を購入した人々の過半は州内に足を踏み入れるまでもなく、投機を行うための人を雇い、土地を買わせることができた。1925年までにバイヤーが高価な価格に対応できなくなり、間もなく土地ブームは弾けた。1926年のマイアミ・ハリケーンは不動産市場をさらに沈滞化させた。1929年には世界恐慌の影響が及んだ。しかし、この時までに、4年前に崩壊した土地ブームによってフロリダ州の経済は既に失墜していた。
フロリダ州の最初のテーマパークは1930年代に造られたウィンターヘイブン近くのサイプレスガーデンズ（1936年）とセントオーガスティン近くのマリーンランド（1938年）であった。ウォルト・ディズニーは1960年代に計画したウォルト・ディズニー・ワールド・リゾートの候補地にフロリダ州中部を選択し、土地を買い始めた。1971年にリゾートの最初の構成部分である魔法の王国が開場し、オーランド地域は様々なテーマパークのあるリゾート地として劇的に変化していった。今日のオーランド地域には、ディズニー以外にもユニバーサル・オーランド・リゾート、シーワールドおよびウェットンワイルドといったテーマパークがある。

## 軍事および宇宙産業

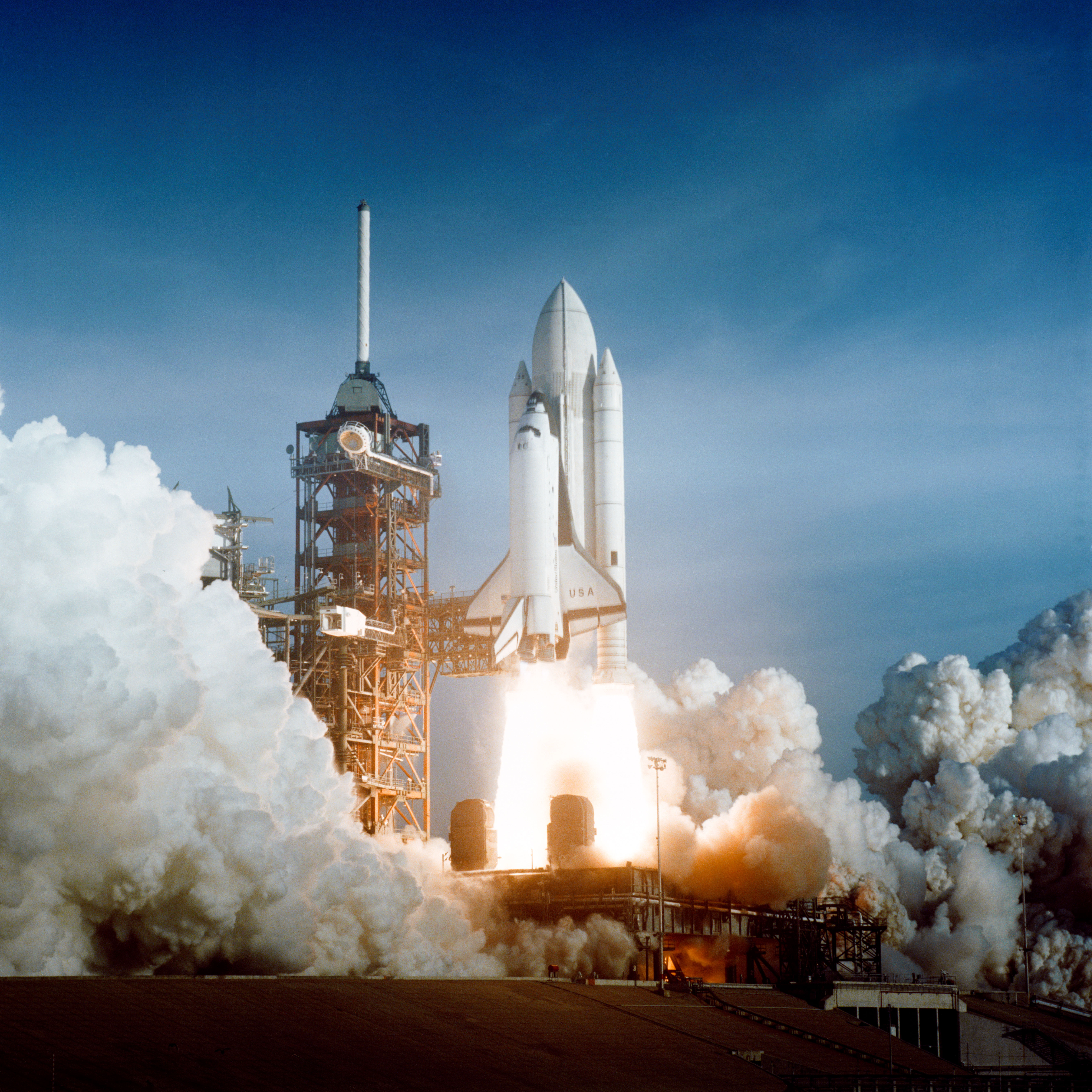
スペースシャトルの打ち上げ

20世紀の初めに始まり、第二次世界大戦の勃発で加速されたのがアメリカ軍の主要中継基地としての役割であった。ペンサコーラ海軍航空基地は当初1826年に造られた海軍基地であったが、1917年にアメリカでは最初の海軍航空施設となった。国全体が第二次世界大戦に刺激され、フロリダ州ではジャクソンビル海軍航空基地、メイポート海軍基地、セシルフィールド海軍航空基地、ホワイティングフィールド海軍航空基地とホームステッド空軍基地、エグリン空軍基地およびマクディル空軍基地（現在はアメリカ中央軍の本部）など多くの基地が建設され、この時期に発展した。冷戦時代、フロリダはキューバに近接して海上から交通できたので既存および他の軍事施設が発展を続けた。冷戦終結後、ホームステッドやセシルフィールドなど主要な基地で幾つかの施設が閉鎖されたが、基地があることは現在でもなお州の経済に重要な意味を持っている。
フロリダ州は国内でも緯度が低いので、1949年に発現期のミサイル計画の試験場に選定された。パトリック空軍基地やケイプカナベラル発射場が1950年代と共に形を取り始めた。1960年代初めまでに宇宙開発競争がたけなわとなった。計画が拡張され雇用を生み出すと共に、宇宙開発計画はケイプカナベラル周辺の地域社会に巨大なブームを現出した。この地域は現在集合的にスペースコーストと呼ばれ、ケネディ宇宙センターを擁している。宇宙産業の主要中心地にもなった。今日、アメリカ合衆国によって打ち上げられる全ての有人軌道周回船は、月への探査船を含め、ケネディ宇宙センターから打ち上げられてきた。

## 人口の移動と公民権運動、1945年から現在
フロリダ州の人口は急速に変化してきた。第二次世界大戦後、空調と州間高速道路システムで北部からの人の流入を促進しフロリダ州は変わってきた。1950年、フロリダ州の人口は全国で20番目だった。50年後にはそれが4番目になった。低い税率と暖かい気候のお陰で、フロリダ州は北東部や中西部およびカナダで現役を引退した者の多くの目的地となった。
1959年のキューバ革命で、南フロリダに大きなキューバ人移民の波が訪れ、マイアミはあらゆるラテンアメリカにとって商業と金融と交通の主要中心となった。ハイチや他のカリブ海諸国、および中米や南米からの移民は今日でも続いている。
南部の他の州と同様に、フロリダ州には公民権運動で活動する多くの黒人指導者を輩出した。1940年代と1950年代に新しい世代がこの問題に関する活動を始めた。ハリー・ムーアはフロリダに全米有色人地位向上協会を造り、急速に会員を拡大して1万人の大台に達した。フロリダ州の選挙権法はジョージア州やアラバマ州のそれほど厳しくはなかったので、黒人有権者登録でいくらか成功を収めた。1940年代に黒人有権者登録を済ませたのは資格のある年代でみると5％から31％にも増加した。
州内には黒人を攻撃し殺害するという点で変化に抵抗する白人集団がいた。1951年12月、活動家ハリー・ムーアとその妻ハリエットの家に悪名高い爆発事件が起こり、二人とも爆発で負傷したことが原因で死んだ。当時この殺人事件は解決されなかったが、2006年の州政府の捜査で、彼らはクー・クラックス・クランの独立した一派によって殺されたと報告された。1951年から1952年のフロリダ州では黒人に対する多くの爆発事件があった。
州内人口は新しい集団の流入によって著しく変化したが、同時に20世紀初期の大移住期の間に4万人の黒人が北部に流出した。1960年時点でフロリダ州の黒人人口は880,186人となっていたが、州人口の18％にしか過ぎなかった。これは1900年よりもかなり少ない数字であり、1900年の国勢調査に拠れば、黒人人口は州内人口の44％であったが、その絶対数は231,209人であった。19世紀以降、教育を受けた黒人中産階級が多くの都市で発展した。黒人はフロリダや他の州の指導層によって、あらゆる市民の投票権を保護する1964年の公民権法および1965年の選挙権法の国民的支持を得、立法化させた。
これらの法成立後、南部の黒人や他の少数民族は投票を始め、政治の世界にフルに参加し始めた。

## 2000年アメリカ合衆国大統領選挙の論争
フロリダは2000年アメリカ合衆国大統領選挙の統一選挙日に行われた一般選挙の結果が極めて接戦であったために、論争の場となった。不正行為や操作の告発が続いた。その後の集計やり直しはパンチ式投票用紙の「穿孔くず」の問題で悪化し、州務長官キャサリン・ハリスとフロリダ最高裁判所の相反する結論に至った。最終的にアメリカ合衆国最高裁判所が再集計を全て終わらせ、ハリスによる公式集計を採用させ、これをアメリカ合衆国議会も承認した。この結果ジョージ・W・ブッシュが大統領選の勝者となった。

### ハリケーンと環境
フロリダ州は歴史的にもハリケーンや熱帯性嵐の危険に曝されてきた。これらはフロリダの海岸部に人口が集中し開発が進んだために、より大きな問題となってきた。多くの人々や財産が危険に曝されるだけでなく、嵐のエネルギーをいくらか吸収していた自然の湿地や水路に開発が及んでいた。
1992年のハリケーン・アンドリューはマイアミの直ぐ南にあるホームステッドを襲い、2005年のハリケーン・カトリーナまでは、アメリカの歴史で最も被害額の大きい自然災害となった。財産に与えた損害の他に、このハリケーンは地域の保険業界もほぼ破壊した。
州西部のパンハンドル地区は、1995年に数ヶ月の間隔で、ハリケーン・アリソン、エリンおよびオパールに次々と襲われて大きな被害を受けた。嵐は季節を追う毎に激しさを増し、10月にオパールが上陸した時はカテゴリー3となった。
2004年のハリケーン・シーズンでも4つの大きなハリケーンが州を直撃し大きな被害を受けた。ハリケーン・チャーリーはフォートマイヤーズに上陸し半島を縦に通過した。ハリケーン・フランシスは大西洋岸を襲い、激しい雨量でフロリダ州中部を水浸しにした。ハリケーン・アイバンは西部パンハンドルに大きな被害を与え、ハリケーン・ジーンはフランシスと同じに地域に被害を及ぼし、海岸浸食を悪化させた。4つのハリケーンによる被害総額は少なくとも220億ドルと見積もられ、人によっては400億ドルとする者もいる。
2005年、南部フロリダは2度、ハリケーン・カトリーナとハリケーン・ウィルマに襲われた。パンハンドル地区はハリケーン・デニスに襲われた。
環境問題にはエバーグレイズの保存と修復の問題があり、ゆっくりと動いている。メキシコ湾東部で原油を掘削する産業集団からの圧力があるが、これまでフロリダ海岸沖で大規模掘削は止められてきた。